# Martín de Mayorga
Martín de Mayorga Ferrer (Barcellona, 12 settembre 1721 – Cadice, 1783) è stato un generale spagnolo, governatore della Capitaneria Generale del Guatemala (dal giugno 1773 al 1779) e viceré della Nuova Spagna ad interim (dal 23 agosto 1779 al 28 aprile 1783).

## Biografia
Martín de Mayorga Ferrer era un maresciallo di campo dell'esercito reale spagnolo, e cavaliere dell'ordine di Alcántara. Era governatore, presidente dell'Audiencia e capitano generale del Guatemala quando avvenne il devastante terremoto che distrusse Città del Guatemala (23 luglio 1773).
Era ancora in carica quando morì il viceré della Nuova Spagna, Antonio María de Bucareli y Ursúa, a Città del Messico. Quando l'Audiencia di Città del Messico aprì il testamento di Bucareli, scoprì che il successore avrebbe dovuto essere il capitano generale del Guatemala. Al momento della stesura del testamento, l'incarico era occupato da Matías de Gálvez y Gallardo, fratello di José de Gálvez, ministro delle Indie. Gálvez, nonostante fosse stato nominato per quell'incarico, non lo ricoprì mai. L'Audiencia Reale del Messico nominò allora Martín de Mayorga quale nuovo viceré.
Mayorga giunse a Città del Messico il 23 agosto 1779, assumendo ufficialmente l'incarico. Subito furono preparate le difese per la guerra che Francia e Spagna, in alleanza con le Tredici colonie americane ribelli, avevano da poco dichiarato alla Gran Bretagna. Fu pesantemente rinforzata L'Avana, prese nuove contromisure a Veracruz, ed inviata una spedizione guidata da Bernardo de Gálvez in Florida per aiutare i coloni americani nella loro rivoluzione contro la madre patria. I britannici furono combattuti anche in Belize.
Nel 1779 scoppiò un'epidemia di vaiolo che si allargò a molte città della colonia. Il viceré Mayorga spese notevoli somme per aiutare i malati e per seppellire i morti. Offrì le proprie dimissioni (primo dopo molto tempo), ma non furono accettate.
Nel gennaio 1780 la comunità indigena di Izúcar iniziò un ribellione a causa dei maltrattamenti subiti. I capitani José Antonio de Urízar e Tomás Pontón furono incaricati di sedarla. Molti dei ribelli catturati furono mandati a L'Avana per diventare marinai della flotta.
Mayorga fece molto per migliorare la capitale, lastricando molte strade con pietre e pulendo corsi d'acqua ed acquedotti per evitare altre epidemie.
Nel 1780 ordinò al governatore di Puebla di raccogliere documenti relativi alla storia della Nuova Spagna, a partire dall'Historia Antigua de la Nueva España di padre Mariano Veytia e dalle carte di Lorenzo Boturini Bernaducci. Questo progetto salvò probabilmente molti documenti che sarebbero altrimenti andati perduti.
Nel l783 il viceré dede di nuovo le dimissioni, stavolta accettate. Lasciò il governo della colonia al successore Matías de Gálvez il 28 aprile 1783, e partì per la Spagna. Morì poco prima, o poco dopo, di raggiungere il porto di Cadice. Secondo alcuni sarebbe stato avvelenato dal successore. I due non erano in buoni rapporti, e Gálvez non avrebbe mai perdonato a Mayorga di aver occupato il suo posto. Queste accuse, però, non furono mai provate.